# سوريد بن سلهوق

سوريد بن سلهوق هو ملك أسطوري يُنسب إليه في العصور الوسطى بناء أهرامات الجيزة.

سوريد بن سلهوق (المعروف أيضًا باسم سوريت، وسوريد، والمعروف بشكل أكثر شيوعًا باسم سوريد) هو ملك أسطوري من التراث القبطي والإسلامي في العصور الوسطى ويقال إنه عاش قبل الطوفان التوراتي بـ 300 عام. في الأساطير، غالبًا ما تم الخلط بين سوريد أو تحديده على أنه النبي التوراتي أخنوخ، والنبي المسلم إدريس، وهيرمس ترسميجيستوس.
وكان سوريد، من بين إنجازاته الأخرى، يُنسب إليه في كثير من الأحيان بناء أهرامات الجيزة (وهي الهياكل التي كان يعتقد الكثيرون في العصور الوسطى أنها تسبق قصة الطوفان التوراتي). تروي إحدى الأساطير تحديدًا كيف رأى سوريد، قبل الطوفان، حلمًا مرعبًا بنهاية العالم: في هذا الحلم، «هبطت النجوم الثابتة»، و«أمسكوا بالناس وألقوا بهم بين جبلين. ثم أطبقت عليهم، فأظلمت النجوم الساطعة وكئيبة.» وبعد استشارة مستشاره الأمين فليمون، يُقال إن سوريد أمر ببناء الأهرامات لتكون قبرًا له، ولتكون أيضًا موطنًا لجميع معارف مصر، مما يضمن بقاءها خلال الطوفان.
وفقًا لمارتن سميث، «إن قصة سوريد وبنائه للأهرامات قبل الطوفان تمنحها مكانة في التاريخ المقدس وتؤسس لأرضية سردية محايدة يمكن للمسلمين والمسيحيين الاتفاق عليها».

## للقراءة الإضافية
- Colavito، Jason (2021). The Legends of the Pyramids: Myths and Misconceptions about Ancient Egypt. Red Lightning Books. ISBN:978-1-68435-148-0.